# Robert Tyler
Robert Tyler (Savannah, 10 luglio 1965) è un ex giocatore di football americano statunitense che ha militato nel ruolo di running back nella National Football League (NFL).

## Carriera
Tyler fu scelto nel corso dell'ottavo giro (215º assoluto) del Draft NFL 1988 dai Seattle Seahawks. Vi giocò per una sola stagione, quella in cui la squadra vinse il primo titolo di division della sua storia, disputando 9 partite con 14 ricezioni per 148 yard.